# Pachyphymus cristulifer
Pachyphymus cristulifer är en insektsart som först beskrevs av Jean Guillaume Audinet Serville 1838.  Pachyphymus cristulifer ingår i släktet Pachyphymus och familjen gräshoppor. Inga underarter finns listade i Catalogue of Life.